# René Cornemont
René Paul Camille Cornemont, né le 18 octobre 1891 à Épinal (Vosges) et mort le 6 juillet 1978 à Thonon-les-Bains (Haute-Savoie), était un aviateur français. Pilote de guerre durant la Première Guerre mondiale, il est décoré à plusieurs reprises. Il est surtout connu pour un événement marquant dans l'histoire de l'aviation civile mondiale. Le 25 décembre 1918, avec un Salmson 2A2, il effectue entre Toulouse et Barcelone le vol inaugural des « Lignes aériennes Latécoère » (future Aéropostale), avec comme passager son patron Pierre-Georges Latécoère. 

## Distinctions
- Chevalier de la Légion d'honneur, en date du 8 novembre 1926
- Officier de la Légion d'honneur, en date du 1er janvier 1936
- Médaille militaire, le 21 octobre 1916[2]
- Croix de Guerre 1914-1918[1]
- Une citation à l'ordre du corps d'armée, le 10 septembre 1916[1]
- Trois citations à l'ordre de l'armée française, les 21 octobre 1916, 3 mars 1917 et 13 août 1917[1]
- Médaille de la Bravoure Miloš Obilić (Serbie)[2]
- Une citation à l’ordre de l’armée serbe, en date du 20 février 1917[2]

## Hommages
- À l'occasion de l'urbanisation de la ZAC Toulouse Aerospace à Montaudran, une rue a été baptisée « René Cornemont » par délibération du Conseil municipal du 10 mars 2017[4].